# Teremki
Teremki (Oekraïens:Теремки) is een station van de metro van Kiev dat op 6 november 2013 is geopend.